# Phare d'Understen
Le phare d'Understen (en suédois : Understens fyr) est un feu situé sur l'île d'Understen dans le sud du détroit de Kvarken, appartenant à la ville d'Öregrund de la commune d'Östhammar , dans le Comté d'Uppsala (Suède).
Le phare d'Understern est inscrit au répertoire des sites et monuments historiques par la Direction nationale du patrimoine de Suède .

## Histoire
Le premier amer de jour sur l'île a été construit au 18e siècle sur Understen au nord de la mer d'Åland. Le premier phare en pierre, de 12 ]m, fut construit en 1848 et fonctionnait avec une lampe à huile de colza. En 1880, une lampe au kérosène a remplacé la première. Mais le phare a été considéré comme trop court et  trop faible, et les plans pour la construction d'une tour plus puissante ont commencé.
Identifiant : ARLHS : SWE-402 
En 1916, la nouvelle tour, beaucoup plus haute, a été achevée et équipée d'une lentille de Fresnel rotative puissante en 1922. La vieille tour n'a pas été démoli et survit à ce jour, mais son équipement a été enlevé.
Les gardiens ont quitté leur emploi en 1968, après l'automatisation de la tour en 1966. L'île a été utilisée comme une station pour l'armée suédoise en raison de son emplacement stratégique dans la mer, et a été dotée de personnel militaire en 1975-1996. Sur l'île se trouve également une tour d'observation construite par l'armée. Cette tour est aujourd'hui équipée de caméras télécommandées qui observent le trafic maritime dans la région. Le phare reste en service et est toujours alimenté par un câble électrique sous-marin et des ampoules de 1.000 watts. Il appartient à l'administration maritime suédoise et est contrôlé à distance depuis son siège à Norrköping. Pendant de nombreuses années, pour visiter l'île, l'autorisation a dû être accordée par la marine suédoise.
La présence de nombreuses mines russes et suédoises, datant de la première et de la seconde guerre mondiale, peuvent encore se trouver sur cette zone, à l'est de la station de phare, rendant l'ancrage ou la plongée dangereuse.

## Description
Le phare  est une tour cylindrique en béton armé de 39 mètres de haut, avec une galerie et une lanterne. Le phare est peint en blanc dans sa moitié inférieure et noire sous la galerie. Il émet, à une hauteur focale de 48 mètres, quatre éclat blanc, rouge et vert selon différents secteurs toutes les 15 secondes. Sa portée nominale est de 23 milles nautiques (environ 43 km).
Identifiant : ARLHS : SWE-071 ; SV-2201 - Amirauté : C6288 - NGA : 10016 .
|            |
| La station |

|                          |
| Le vieux phare (1° plan) |

### Lien connexe
- Liste des phares de Suède